# Ukkohalla
Ukkohalla est une petite station de sports d'hiver située en  Finlande, sur le territoire de la commune de Hyrynsalmi, dans la région du Kainuu.

## Domaine skiable
Le dénivelé maximal est de 190 mètres. La plus longue piste mesure 1 400 mètres. 
Il est possible en été d'y pratiquer le ski nautique sur le petit lac de la station, Syväjärvi, grâce à un téléski nautique. 